# Зигфрид Расп
Зигфрид Расп (на немски: Siegfried Rasp) е немски офицер, служил по време на Първата и Втората световна война.

## Биография

#### Ранен живот и Първа световна война (1914 – 1918)
Роден е на 10 януари 1898 г. в Мюнхен, Германска империя. През септември 1915 г. се присъединява към армията като офицерски кадет от пехотата. Участва в Първата световна война и през 1917 г. достига звание лейтенант, по време на служба в Баварския 1-ви пехотен полк.

##### Междувоенен период
След войната остава на служба в Райхсвера.

#### Втора световна война (1939 – 1945)
В началото на Втората световна война, между 1939 и 1940 г. е генерал-щабен офицер на 1-ва армия. От 1 юли 1941 г. е издигнат в чин оберст, а на 1 ноември 1943 г. в генерал-майор. Между 26 август и 10 септември 1943 г. последователно командва 3-та планинска и 335-а пехотна дивизия. На 1 април 1944 г. е издигнат в чин генерал-лейтенант, а от юли е командир на 78-а пехотна дивизия. Между декември 1944 и февруари 1945 г. – генерал от пехотата и командващ генерал на 19-а армия.

##### Пленяване и смърт
Заловен е в края на войната и прекарва почти три години в концлагер за военнопленници в Мюнстер. Освободен е през 1947 г. Умира на 2 февруари 1968 г. в Гармиш-Партенкирхен, Германия.

## Военна декорация
| - Германски орден „Железен кръст“ (1914) – II (?) и I степен (?) - Германска Значка за раняване (1914) – черна (?) - Германски орден „Кръст на честта“ (?) - Германско отличие „За заслуга във Вермахта“ (?) | - Германски орден Железен кръст (1939, повторно) – II (?) и I степен (?) - Орден „Германски кръст“ (1944) – златен (27 януари 1944) - Рицарски кръст (15 април 1944) |